# Aulandra cauliflora
Aulandra cauliflora là một loài thực vật có hoa trong họ Hồng xiêm. Loài này được Herman Johannes Lam mô tả khoa học đầu tiên năm 1938.

## Mẫu định danh
Mẫu định danh là Richards 1125 lưu giữ tại Vườn Thực vật Hoàng gia tại Kew.

## Phân bố
Loài này được tìm thấy trên đảo Borneo, trong rừng thứ sinh trên các đỉnh đồi ở cao độ tới 300 m tại bang Sarawak, Malaysia.

## Mô tả
Cây gỗ cao tới 10-15 m. Cành con đường kính 4-8 mm, nhẵn nhụi. Không rõ lá kèm và nón đầu cành. Lá hình trứng ngược-thuôn dài, 60-70 x 18 cm, tù và nhọn thon ngắn, phần nhọn dài ~6mm, thu hẹp đột ngột và hình nêm hẹp ở đáy, men xuống dài dọc theo hai bên cuống lá; dạng giấy, nhẵn nhụi cả hai mặt, gân thứ cấp 32-35 đôi, xiên hướng lên tạo thành góc 60°-65° (-80° ở phần đáy) với gân giữa, các gân ở đỉnh cong, các gân khác thẳng và cong đột ngột ở phần đỉnh của chúng, thu nhỏ dần cho đến không rõ ở gần mép, hơi nổi ở mặt trên, nổi rõ ở mặt dưới, gân tam cấp thanh mảnh, khác biệt ở hai bên. Cuống lá mập, dài 6-7 cm, nhẵn nhụi. Hoa mọc thành cụm hoa trên thân ở dưới lá, ở đỉnh của có các chồi ngắn, chiều dài tới 5 mm phủ đầy sẹo của lá bắc; cuống hoa dài 3-6 mm, có lông lụa màu nâu đỏ gỉ sắt. Lá đài hình tam giác, 3,5-5 × 2,5-3,5 mm, các lá đài bên ngoài hơi nhọn, các lá đài bên trong tù hoặc tròn, các lá đài trong lớn hơn các lá đài ngoài, tất cả các lá đài đều có lông lụa màu gỉ sắt ở mặt ngoài, mặt trong nhẵn nhụi. Tràng hoa màu trắng kem, dài ~8,5 mm, nhẵn nhụi, các thuỳ thuôn dài, 5-6 × 2-3 mm, gần nhọn hoặc thuôn tròn ở đỉnh, uốn ngược khi nở hoa. Nhị 18 hoặc 19, ống nhị dài 2,5-3 mm, nhẵn nhụi, các phần rời của chỉ nhị dài 1,5-4 mm, bao phấn thuôn dài, tới 2-3 mm, nhọn, có lông màu gỉ sắt khi non, sau nhẵn nhụi. Bầu nhụy hình cầu, đường kính 1-1,5 mm, có lông màu gỉ sắt, vòi nhụy dài 4-5,5 mm, nhẵn nhụi. Không thấy quả. Ra hoa tháng 8, hoa màu trắng kem, cây có hoa từ gần mặt đất cho đến ~7 m.